# María del Pilar Vega Cebrián
María del Pilar Vega Cebrián (Atienza, província de Guadalajara, 9 d'octubre de 1951) és una docent i política espanyola.
Filla i neta de mestres, estudià dret i es llicencià en filosofia i lletres a la Universitat de Saragossa. Va treballar com a catedràtica de geografia i història d'ensenyament secundari i fou directora de l'Institut Juan de Lanuza de Borja i després de l'Institut Miguel Catalá de Saragossa. Inicialment va militar a les Joventuts Rurals Catòliques però el 1976 va participar en la fundació del Partit Socialista d'Aragó, que el 1978 es va integrar al PSOE.
Després que el PSOE va guanyar les eleccions generals espanyoles de 1982 fou nomenada directora provincial d'Educació a la província de Saragossa, la primera dona que ocupava aquest càrrec. Deixà el càrrec quan fou elegida diputada a les eleccions a les Corts d'Aragó de 1991. De 1993 a 1995 fou consellera d'educació i cultura del govern d'Aragó i de 1995 a 1996 fou Delegada del govern a Aragó. Alhora també fou membre del Colectivo Mujer y Socialismo en Aragón i de Cristianos Socialistas.
Després de la victòria de José María Aznar a les eleccions generals espanyoles de 1996 va deixar la política i es va reintegrar al seu lloc com a catedràtica d'institut. El 2013 es va jubilar i va dirigir el comitè d'UNICEF a Aragó. El 2015 El Periódico de Aragón li va concedir el premi de Valors Humans i el 2016 l'Associació de Directius d'Aragó (ADEA) li va concedir el premi a la labor social. Va rebre la comanda amb placa de l'Orde Civil d'Alfons X el Savi en 2019.